# Stadtarchiv Saarbrücken
Das Stadtarchiv Saarbrücken ist das Archiv der saarländischen Landeshauptstadt Saarbrücken. Es ist das älteste Archiv im Saarland und das größte Kommunalarchiv des Bundeslandes. Rechtsgrundlage ist das Saarländische Archivgesetz vom 23. September 1992 und die Archivsatzung der Landeshauptstadt Saarbrücken vom 2. Dezember 2014.

## Geschichte
Die Anfänge des Stadtarchives sind bis ins 16. Jahrhundert zurückzuverfolgen. Das Archivgut wurde lange Zeit in einer 1591 erstmals genannten Holzlade („Gerichtskiste“) im damaligen Rathaus verwahrt. Eine kontinuierliche Archivarbeit begann erst 1959 mit der Ernennung von Hanns Klein zum Stadtarchivar, gleichwohl die gravierenden Probleme in der Unterbringung der Bestände sowie der Personal- und Sachmittelausstattung erst in den nachfolgenden Jahrzehnten gelöst werden konnten. Aufgrund seiner heutigen sachgerechten Unterbringung mit klimatisierten Magazinen und einer leistungsstarken Klimazelle für audiovisuelles Archivgut gilt es als das modernste Archiv im Saarland.

## Archivleitung
- Albert Ruppersberg (ehrenamtlich) (1909–1928)
- Georg Wilhelm Sante (1929–1935)
- Klara Trenz (1936–1942)
- Georg Stützer (ehrenamtlich) (Anfang 1950er Jahre)
- Hanns Klein (1959–1982)
- Fritz Jacoby (1982–1997)
- Irmgard Christa Becker (1999–2010)
- Hans-Christian Herrmann (seit 2010)

## Bestände
Das Stadtarchiv verwahrt rund 7.500 laufende Regalmeter Archiv- und Sammlungsgut. Den überwiegenden Teil stellen Akten dar, daneben existieren ca. 30 Nachlässe, ca. 500.000 Fotografien, ca. 10.000 Plakate, Karten und Pläne sowie 200 laufende Regalmeter Zeitungssammlungen ergänzt werden. Die Dienstbibliothek umfasst mehr als 5.000 Medien.
Die Bestände gliedern sich in fünf Abteilungen:
- Abteilung 1 (Altes Archiv, 1322–1909): U.a. gemeinsame Stadtgerichtsprotokolle des Gemeinsamen Stadtgerichts der Städte Saarbrücken und St. Johann (seit 1576), eigenständige Gerichtsprotokolle der Städte Saarbrücken (seit 1622) und St. Johann (seit 1599), Rechnungen des Meiers von Saarbrücken und des Bürgermeisters von St. Johann, Urkundenselekt
- Abteilung 2 (Neues Archiv, ab 1909): Unterlagen der aus dem Zusammenschluss der Städte Saarbrücken, St. Johann und Malstatt-Burbach gegründeten Großstadt Saarbrücken, Akten der zwischen 1942 und 1945 nach Saarbrücken eingemeindeten Stadt Forbach, Akten des beim Anschluss Österreichs 1938 sowie als Stadthauptmann von Radom eingesetzten Oberbürgermeisters Fritz Schwitzgebel sowie zu Luftschutzmaßnahmen in Saarbrücken und im Umland; Bauamtsregistratur mit Hausakten zu fast allen seit ca. 1870 errichteten Gebäuden
- Abteilung 3 (Gemeindearchive, ca. 1745–1973): Unterlagen der in Folge der Gebietsreform 1974 eingemeindeten Orte, im Einzelnen Altenkessel, Brebach (mit Büdingen, Bischmisheim und Güdingen), Dudweiler, Ensheim, Eschringen, Gersweiler und Klarenthal.
- Abteilung 4 (Nachlässe): U.a. Karl Lohmeyer, Hedwig Behrens (1900–1986, erste Frauenbeauftragte des Saarlandes), Emil Schuler (Sozialdemokrat und Gewerkschaftler), der Familiennachlass Köllner, Felix Lederer, Dieter Heinz und Gustav Heinrich Korn (Uhrmachermeister, 1861–1933)
- Abteilung 5 (Selekte und Sammlungen, ab 1424): U.a. genealogische Selekte, Kirchenbücher, Zivilstandsregister, Karten und Pläne, Luftbilder, Fotografien mit Fotografennachlässen (u. a. von Fritz Mittelstaedt, Klaus Winkler, Gerhard Heisler, Reiner Oettinger, Karl August Schleiden und Hans Messinger), Zeitungssammlung, Dossierarchiv der Saarbrücker Zeitung, Ansichtskartensammlung

## Unterbringung und Gebäude
Ab 1909 bezog das Archiv zunächst ein Stockwerk im Rathaus St. Johann, bevor es zu Beginn der 1980er Jahre im Keller der Musikschule im Nauwieser Viertel untergebracht wurde. Aufgrund von Platzmangel wurden die bisherigen Standorte aufgegeben und das Stadtarchiv bezog im November 2009 die denkmalgeschützte ehemalige Deutschherrnschule in Alt-Saarbrücken (ehem. Dellengartenschule).
Das seit 2009 genutzte Archivgebäude wurde ursprünglich als Bürgerhospital in den Jahren 1868 bis 1871 nach Plänen von Hugo Dihm erbaut. 1906 wurde es zur Schule umgebaut. Die Schaufassade liegt auf der eigentlichen Rückseite des Gebäudes. Zwei vierachsige Eckrisalite mit Dreiecksgiebel flankieren den fünfachsigen Mittelbau mit Mittelrisalit mit Dreiecksgiebel. Gotisierte Ornamente schmücken Fassade und Giebel des zweigeschossigen Baus. Das unterirdische Archivmagazin erstreckt sich unter dem ehemaligen Schulhof. Das Archiv verfügt über einen Leseraum, Ausstellungsraum und Veranstaltungsraum im Erdgeschoss.

## Veröffentlichungen (Auswahl)
- Hans-Christian Herrmann (Bearb.): Abschlussbericht der Straßennamenkommission des Bezirksrats Mitte der Landeshauptstadt Saarbrücken. Saarbrücken 2021 (PDF)
- Hans-Christian Herrmann (Hg.): Die Strukturkrise an der Saar und ihr langer Schatten. Bilanz und Perspektiven von Montanregionen im europäischen Vergleich. St. Ingbert 2020.
- Hans-Christian Herrmann: Die Geschichte einer aktiven Wohnungsbaupolitik. In: 100 Jahre Saarbrücker Gemeinnützige Siedlungsgesellschaft, hg. v. Hildegard Wald und Heinz-Peter Klein. Saarbrücken 2020, S. 6–75.
- Hans-Christian Herrmann/Ruth Bauer (Hgg.): Burbacher Gold. Kohle, Stahl und Eisenbahn. Ein Stück Saarbrücker Stadtgeschichte. Marpingen 2019.
- Immer in Bewegung. Die Geschichte des Öffentlichen Personennahverkehrs in Saarbrücken. St. Ingbert 2017.
- Hans-Christian Herrmann/Ruth Bauer (Hgg.): Schaufenster des Lebens. 150 Jahre Bahnhofstraße. Marpingen 2014.
- Hans-Christian Herrmann (Hg.): Saarbrücken à la carte. Die Geschichte der Genussregion Saarland. Saarbrücken 2012.
- Hans-Christian Herrmann/Ruth Bauer (Hgg.): Saarbrücken in Fahrt. 125 Jahre Automobil an der Saar. Marpingen 2011.